# Chitlin' circuit
"chitlin cCircuit" é o nome coletivo dado aos locais de apresentação em todas as áreas do leste, sul e centro-oeste dos Estados Unidos que eram seguras e aceitáveis para músicos, comediantes, e outros artistas Afro-americanos que se apresentavam durante a era da segregação racial nos Estados Unidos (de ao menos início do século XIX até à década de 1960).
No século XXI o termo é aplicado a locais, especialmente no sul dos Estados Unidos, onde cantores de blues afro-americanos tais como Bobby Rush, Denise LaSalle e O.B. Buchana continuam a aparecer regularmente. O nome provém do prato da culinária sulista, o chitterlings (intestino de porco cozido); é também um jogo com o termo "Borscht Belt", que se referia aos resorts (principalmente nas montanhas Catskill Mountains) que eram populares entre os artistas judeus durante os anos 1940 até os anos 1960.

## Teatros, night clubs e artistas
Notáveis teatros e night clubs no Chitlin' Circuit incluíam o Royal Peacock em Atlanta; o Carver Theatre em Birmingham, Alabama; o Cotton Club, Smalls Paradise e o Apollo Theater no Harlem, Nova Iorque; Robert's Show Lounge, Club DeLisa e o Regal Theatre em Chicago; o Howard Theatre em Washington, D.C.; o Uptown Theatre na Filadélfia; o Royal Theatre em Baltimore; o Fox Theatre em Detroit; o Victory Grill em Austin, Texas; o Hippodrome Theatre em Richmond, Virgínia; o Ritz Theatre em Jacksonville, Flórida; Club Eaton em  Eatonville, Flórida; Abe's 506 Club em Pensacola, Flórida, o Manhattan Casino em  São Petersburgo, Flórida, o Red Bird Cafe em Tallahassee, Flórida, Club Cherry em Lebanon, Kentucky, o Madam C. J. Walker Theatre na Indiana Avenue em Indianápolis. Pequenos locais incluíam Condado de Anne Arundel, Maryland e Rosedale Beach em Millsboro, Delaware.
De acordo com Ruth Brown, um artista precisava tocar em quatro teatros específicos para provar que conseguiam: o Regal, o Howard, o Uptown e o  Apollo. Isto era chamado de "litchman chain" (cadeia de lanceiro).
A canção "Tuxedo Junction" foi escrita falando sobre um local do Chitlin' Circuit em Birmingham, Alabama. Quando a apresentação acabava a banda deveria seguir para a próxima parada no circuito. Após compor a música, Erskine Hawkins explicou a razão do título para Buddy Feyne, que criou a letra para expressar o conceito.
Entre os artistas notáveis do século XX que trabalharam no Chitlin' Circuit, se incluem Count Basie, Sam Cooke, Sheila Guyse, Jackie Wilson, Peg Leg Bates, George Benson, Hammond B-3, Jeff Palmer, James Brown & The Famous Flames, Cab Calloway, Ray Charles, Wayne Cochran, Dorothy Dandridge, Sammy Davis, Jr., Fats Domino, Duke Ellington, Ella Fitzgerald, The Jackson 5, Redd Foxx, Aretha Franklin, Jimi Hendrix, Billie Holiday, John Lee Hooker, Lena Horne, Etta James, B.B. King, Donna Hightower, Patti LaBelle, Moms Mabley, The Delfonics, Gladys Knight & the Pips, Wilson Pickett, Richard Pryor, Otis Redding, Dr. Lonnie Smith, Marvin Gaye, Little Richard, The Miracles, Ike & Tina Turner, The Four Tops, The Isley Brothers, The Supremes, The Temptations, Little Anthony and the Imperials, Tammi Terrell, Muddy Waters, Johnnie Taylor, Tyrone Davis, O.V. Wright, Marvin Sease, Bobby "Blue" Bland, Flip Wilson, Jimmie Walker, Robbie Robinson e Roy Hamilton.